# Ойш-да-Рібейра
О́йш-да-Рібе́йра (порт. Óis da Ribeira; МФА: [ˈɔjʒ dɐ ʁi.ˈbɐj.ɾɐ]) — колишня парафія в Португалії, в муніципалітеті Агеда. Перебувала у складі округу Авейру.  Входила до регіону Центр. За старим адміністративним поділом, що був чинним до 1976 року, територія парафії належала провінції Берегова Бейра.  Ліквідована 28 січня 2013 року. Увійшла до складу парафії Травассо і Ойш-да-Рібейра. Площа парафії — 3,69 км², населення — 716 ос. (2011), густота населення — 194,04 осіб/км²
. Патрон — святий Адріан. Поштовий індекс — 3750. Код  — 010113.

## Географія

Агеда (2013)
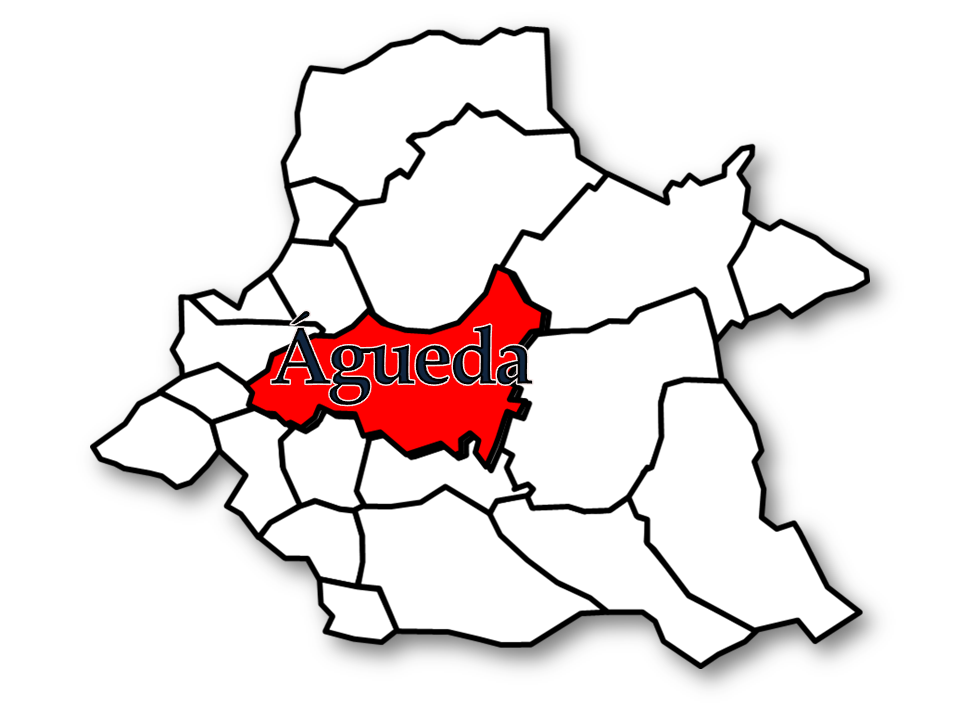
Агеда
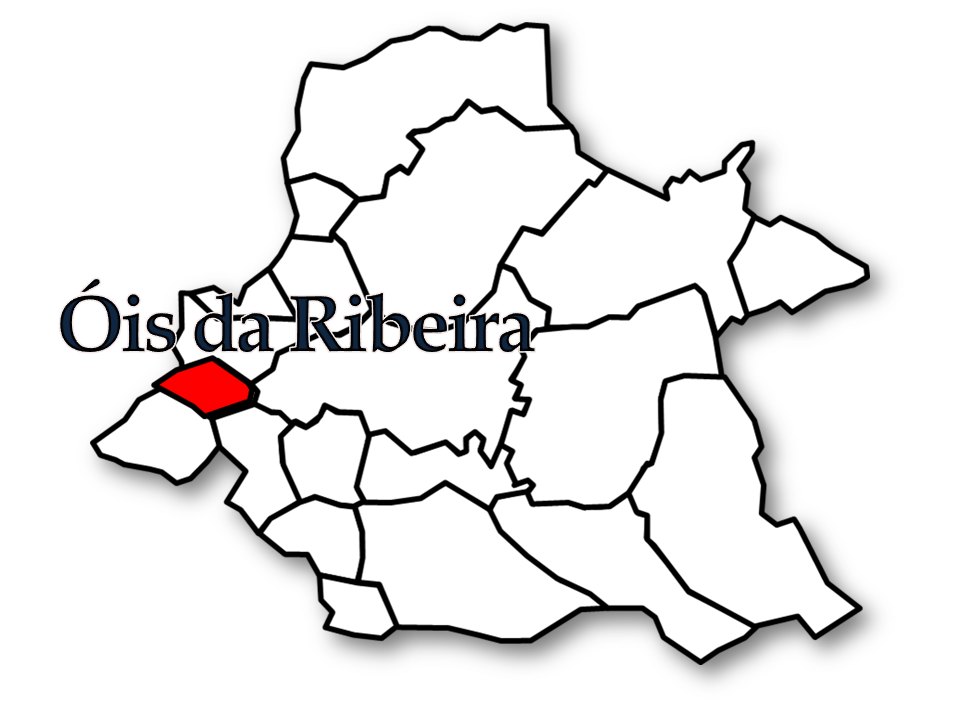
Ойш-да-Рібейра

## Населення
| Кількість мешканців | Кількість мешканців | Кількість мешканців | Кількість мешканців | Кількість мешканців | Кількість мешканців | Кількість мешканців | Кількість мешканців | Кількість мешканців | Кількість мешканців | Кількість мешканців | Кількість мешканців | Кількість мешканців | Кількість мешканців | Кількість мешканців |
| ------------------- | ------------------- | ------------------- | ------------------- | ------------------- | ------------------- | ------------------- | ------------------- | ------------------- | ------------------- | ------------------- | ------------------- | ------------------- | ------------------- | ------------------- |
| 1864                | 1878                | 1890                | 1900                | 1911                | 1920                | 1930                | 1940                | 1950                | 1960                | 1970                | 1981                | 1991                | 2001                | 2011                |
| 420                 | 389                 | 415                 | 429                 | 469                 | 479                 | 475                 | 550                 | 650                 | 623                 | 675                 | 698                 | 828                 | 722                 | 716                 |